# گیلفورد، میسوری
گیلفورد (به انگلیسی: Guilford) یک منطقهٔ مسکونی در ایالات متحده آمریکا است که در شهرستان نوداوای، میزوری واقع شده‌است.
 گیلفورد ۰٫۱۹ کیلومتر مربع مساحت و ۸۵ نفر جمعیت دارد و ۲۹۱ متر بالاتر از سطح دریا واقع شده‌است.